# Prytanejon (Olimpia)
Prytanejon w Olimpii – prytanejon na terenie starożytnej Olimpii.
Ruiny prytanejonu znajdują się na terenie stanowiska archeologicznego w Olimpii, które w 1989 roku zostało wpisane na listę światowego dziedzictwa UNESCO.

## Architektura
Wzniesiony na planie prawie kwadratu (32,65 m × 27,25 m) gmach dorycki z gankiem i westybulem, otwartymi dziedzińcami po bokach . Zaraz przy wejściu znajdował się ołtarz pana .
W centralnym pomieszczeniu (na planie kwadratu o boku 6,80 m ) znajdował się ołtarz Hestii , na którym mieszkańcy Elisu składali ofiarę w pierwszym dniu igrzysk. Według greckiego geografa Pauzaniasza, na ołtarzu nieustannie palił się ogień, a popioły zasilały ołtarz Zeusa .

## Historia
Prytanejon wzniesiono ok. 475 p.n.e. w północno-wschodniej części Altisu . Budynek był siedzibą prytanów, którzy zarządzali sanktuarium i odpowiadali za ofiary składane na ołtarzach.
W gmachu urzędowali organizatorzy igrzysk i świętowano tu również zwycięstwa sportowców .
Współcześnie ruiny prytanejonu znajdują się na terenie stanowiska archeologicznego w Olimpii, które w 1989 roku zostało wpisane na listę światowego dziedzictwa UNESCO .